# Маунт-Плезант (Крайстчерч)
Маунт-Плезант (англ. Mount Pleasant, маори Tauhinukorokio) — прибрежный пригород Крайстчерча на Южном острове Новой Зеландии. Пригород находится на северном склоне горы Плезант в Порт-Хиллз. Своё название он получил от английского варианта названия горы.
Первоначально район находился под управлением боро Самнер. В сентябре 1920 года 57 из 66 жителей пригорода подали петицию с просьбой включить его в состав округа Хиткот. На момент подачи петиции район представлял собой в основном сельскохозяйственные угодья с 21 жилым домом и населением около 80 человек. Несмотря на то, что мэр Санмера, Джон Барр, выступил против петиции, она была удовлетворена, и с 1 апреля 1921 года пригород изменил свою территориальную принадлежность. В результате реформы местного самоуправления в 1989 году округ Хиткот был объединён с городским советом Крайстчерча и стал его частью.
Пригород и его дома сильно пострадали во время землетрясения в Крайстчерче в 2011 году.

## Демографические данные
Маунт-Плезант занимает площадь 2,47 км2. По предварительным оценкам, на июнь 2021 года его население составляло 3840 человек, а плотность населения составляла 1555 человек на км2.
По данным переписи населения Новой Зеландии 2018 года население Маунт-Плезанта составляло 3567 человек, увеличившись на 543 человека (18,0 %) по сравнению с переписью 2013 года и уменьшившись на 417 человек (-10,5 %) по сравнению с переписью 2006 года. Насчитывалось 1419 домохозяйств. Мужчин было 1734, женщин — 1833, что даёт соотношение полов 0,95 мужчин на одну женщину. Средний возраст составлял 48,4 года (по сравнению с 37,4 годами по стране), 558 человек (15,6 %) в возрасте до 15 лет, 468 (13,1 %) в возрасте от 15 до 29 лет, 1761 (49,4 %) в возрасте от 30 до 64 лет и 780 (21,9 %) в возрасте 65 лет и старше.
Этническая принадлежность: 93,9 % — европейцы/пакеха, 4,9 % — маори, 0,7 % — тихоокеанцы, 3,6 % — азиаты и 2,3 % — другие этнические группы (общее число превышает 100 %, так как люди могли идентифицировать себя с несколькими этническими группами).
Доля людей, родившихся за границей, составила 24,1 %, по сравнению с 27,1 % по стране.
Хотя некоторые люди отказались назвать свою религию, 57,4 % не исповедуют никакой религии, 33,3 % являются христианами, 0,5 % — индуистами, 0,3 % — мусульманами, 0,7 % — буддистами и 1,8 % исповедуют другие религии.
Из тех, кому не менее 15 лет, 1 116 (37,1 %) человек имели степень бакалавра или выше, а 246 (8,2 %) человек не имели формальной квалификации. Медианный доход составлял $46 600, по сравнению с $31 800 по стране. Статус занятости лиц в возрасте не менее 15 лет был следующим: 1527 (50,7 %) человек были заняты полный рабочий день, 501 (16,7 %) — неполный рабочий день и 57 (1,9 %) — безработные.

## Образование
Te Kura O Paeraki — школа Маунт-Плезант — это полная начальная школа для учащихся с 1 по 8 классы. По состоянию на март 2022 года в ней обучалось 311 человек. Школа начала свою работу в частном доме в 1928 году.